# Parsons Dance Company
La Parsons Dance Company è una compagnia di danza moderna fondata dal coreografo David Parsons nel 1987. La compagnia lavora trentadue settimane ogni anno sin dalla sua fondazione.
La compagnia ha base a New York ma si esibisce in tutto il mondo. Ad oggi la compagnia di David Parsons si è esibita in circa 235 teatri internazionali, fra cui la Maison de la danse a Lione, al Teatro La Fenice a Venezia ed al Theatro Municipal di Rio de Janeiro.
La compagnia è composta da otto ballerini regolari: Zoey Anderson, Deidre Rogan, Henry Steele, Joan Rodriguez, Katie Garcia, Sumire (Sue) Ishige, Croix Dilenno, DaMond LeMonte Garner. La Parsons Dance Company ha un repertorio di settanta produzioni, venti delle quali realizzate su composizioni originali di musicisti come Dave Matthews, Michael Gordon e Milton Nascimento. Parsons Dance Company ha collaborato con molti artisti, inclusi Julie Taymor, William Ivey Long, Annie Leibovitz, Donna Karan e Alex Katz.